# Сегев, Гонен
Гонен Сегев (ивр. גונן שגב‎, р. 6 января 1956) — бывший министр энергетики и инфраструктуры Израиля, член Кнессета и педиатр. В 2005 году он был осужден за подделку документов, мошенничество с кредитными картами и попытку контрабанды наркотиков. В 2019 году признан виновным в шпионаже в пользу Ирана и приговорен к 11 годам тюремного заключения.

## Биография
Сегев родился и вырос в Кирьят-Моцкине. Службу в Армии обороны Израиля начал с посещения курсов пилотов ВВС Израиля, но бросил учёбу и перешел в боевые части, где дослужился до звания капитана. Изучал медицину в Университете Бен-Гуриона в Негеве и получил степень доктора медицины. Работал частным врачом и фермером в Тель-Адашим.

## Политика
В начале 1990-х Сегев был активистом партии «Цомет», основанной Рафаэлем Эйтаном. В 1992 году он был избран в Кнессет 13-го созыва после того, как партия получил восемь мест в парламенте. В возрасте 35 лет он стал одним из самых молодых людей, избранных в Кнессет. Поскольку Авода была крупнейшей партией на этих выборах, она сформировала правительство, а правая партия «Цомет» осталась в оппозиции. Сегев был депутатом от оппозиции и членом финансового комитета Кнессета.
7 февраля 1994 г. депутаты Цомета Сегев, Эстер Сальмовиц и Алекс Гольдфарб вышли из своей партии и сформировали фракцию Йиуд. 9 января 1995 года, после того, как Йиуд вошел в правительство Ицхака Рабина, Сегев стал министром энергетики и инфраструктуры. Сегев повторно занимал тот же пост министра с 22 ноября 1995 г. по 18 июня 1996 г. в правительстве, которое Шимон Перес сформировал вскоре после убийства Ицхака Рабина. Его голос был жизненно важен для принятия соглашений Осло в Кнессете.

## Бизнес
После политической карьеры Сегев сосредоточился на ведении бизнеса. В апреле 2004 года Сегев был арестован за попытку переправить из Амстердама в Израиль 32 тысячи таблеток экстази, которые, как он утверждал, он принял за M&M’s. Он незаконно продлил свой дипломатический паспорт карандашом, чтобы избежать обыска в голландском аэропорту. Кроме того, он снял деньги из банкомата в Гонконге, заявив, что его карта украдена, но камера видеонаблюдения засняла его у банкомата. Он был признан виновным в сделке о признании вины за подделку документов и попытку контрабанды наркотиков, и приговорен к пяти годам лишения свободы. В августе 2006 года израильский суд отклонил его апелляцию о сокращении срока заключения, а в марте 2007 г. его медицинская лицензия была отозвана.
Он подал апелляцию в окружной суд Иерусалима с просьбой о восстановлении его лицензии, но апелляция была отклонена. Освободился из тюрьмы в 2007 году после того, как комиссия по условно-досрочному освобождению решила сократить срок его тюремного заключения на треть за хорошее поведение. Сегев, которому запрещено заниматься медициной в Израиле, переехал в Нигерию, чтобы работать врачом. Сегев был врачом израильского дипломатического персонала в Абудже и членов местной еврейской общины. Получил благодарственное письмо от Министерства иностранных дел Израиля за спасение жизни израильского охранника. В 2016 году он обратился в министерство здравоохранения Израиля с просьбой восстановить его медицинскую лицензию, чтобы он мог возобновить свою медицинскую карьеру в Израиле, но запрос был отклонен. В интервью израильским СМИ он заявил: "Я решил, что не вернусь в Израиль, если я не смогу вернуться с высоко поднятой головой ка «доктор Гонен Сегев» разрешением на работу, а не как «бывший заключеный Гонен Сегев».

## Шпионаж
В июне 2018 года Шабак и израильская полиция объявили, что он был арестован по подозрению в шпионаже в пользу иранской разведки. По данным израильской разведки, Сегев был завербован в Нигерии сотрудниками посольства Ирана в 2012 году; сначала его заманили в посольство Ирана под предлогом лечения детей дипломатического персонала. Он дважды ездил в Иран, чтобы встретиться со своими кураторами, и встречался с иранскими агентами в квартирах и отелях по всему миру. Он получил оборудование для секретной связи для кодирования сообщений между ним и его кураторами. Он поддерживал контакты с израильтянами, занимающимися обороной и международными отношениями, и работал над тем, чтобы связать израильских чиновников с оперативниками иранской разведки, выдавая их за безобидных бизнесменов.
По данным следствия Сегев передал Тегерану данные об энергетической инфраструктуре Израиля, информацию о стратегических и засекреченных объектах, о военных базах и строениях, а также сведения об израильских политиках, высокопоставленных лицах в органах безопасности и в правительственных учреждениях.
В мае 2018 года Сегеву было отказано во въезде в Экваториальную Гвинею из-за его судимости, и впоследствии он был экстрадирован в Израиль, где допрошен и обвинен в шпионаже, помощи врагу во время войны и предоставлении информации врагу. По данным израильских властей, Сегев не отрицал своих контактов с иранскими официальными лицами, но утверждал, что действовал как двойной агент в надежде восстановить свою запятнанную репутацию и вернуться в Израиль героем.
Суд над Сегевом начался в Окружном суде Иерусалима 5 июля 2018 года.
В августе 2018 года министр разведки Ирана Махмуд Алави заявил прессе: «вы недавно слышали, что мы взяли под свой контроль члена кабинета министров могущественной страны». По сообщению The Times of Israel, его замечание было истолковано как признание того, что Сегев работал на Иран, хотя его имя и не было названо.
9 января 2019 года Сегев признал себя виновным по обвинению в шпионаже за неоднократные встречи с представителями иранской разведки и предоставление им информации. В рамках соглашения о признании вины, заключенного с прокуратурой, более серьёзные обвинения в пособничестве врагу в военное время были сняты, и он был приговорен к 11 годам тюремного заключения.